# Grigori Vladimirovitch Orlov
Le comte Grigori Vladimirovitch Orlov, en russe Григорий Владимирович Орлов, est un littérateur et sénateur russe, membre de l'Académie des sciences de Saint-Pétersbourg, né dans cette ville en 1777 et mort en 1826. Il était fils de Vladimir et petit-fils de Grigori Orlov. 
Il habita Paris sous la Restauration, s'y lia avec le parti libéral, dont il voulut propager les idées en Russie, mais fut disgracié un moment par l'empereur Alexandre. 

## Œuvres
On a de lui les ouvrages suivants, en français, langue dans laquelle il écrivait avec autant d'élégance que de facilité :
- Mémoires historiques, politiques et littéraires sur le royaume de Naples avec des additions d'Amaury Duval (1819-1822-1825, 5 vol. in-8°)
- Essai sur l'histoire de la musique en Italie (1822; 2 vol. in-8°);
- Essai sur l'histoire de la peinture en Italie (1823, 2 vol. in-8°);
- Voyage dans une partie de la France (1824, 3 vol. in-80).

La mort le surprit au moment où il s'occupait d'un Abrégé de l'histoire de Russie, en français.